# Majewo (województwo warmińsko-mazurskie)
Majewo (niem. Meybaum) – wieś w Polsce położona w województwie warmińsko-mazurskim, w powiecie elbląskim, w gminie Milejewo na Wysoczyźnie Elbląskiej.

## Nazwa
Pierwsi osadnicy, którzy dotarli do Majewa, zapewne świadomi byli, dlaczego wybierają na miejsce swojego osiedlenia dolinę po obu stronach strumienia Okrzejka, na terenie porośniętymi łąkami. W dolinie tej przeważnie rosły brzozy, które były wykorzystywane w festynach majowych, do tworzenia tzw. słupów majowych (maibaum), a wieś otrzymała nazwę Maibaum, czyli Majewo.
Historyczne warianty nazewnicze Majewa:
- Około roku 1400 – Meyenbom
- W latach 1434–1450 – Meybom
- Około roku 1789 – Meybaum
- Od wieku XIX – Maibaum

## Historia Majewa

### Krzyżackie początki
Wieś Majewo założona została około roku 1305-1312 przez komtura zakonu krzyżackiego Heinricha von Gera. Lokatorem, który sprowadził do wsi osadników z zachodniej części Niemiec, był Johann Klemme. On też był pierwszym sołtysem wsi Majewo. Następnym sołtysem od roku 1331 był Peter Klemme. Wieś w chwili założenia obejmowała obszar 1020 ha i ta wielkość nie zmieniała się do roku 1945.

### Czasy polskie
Od 1466 do 1772 roku Majewo należało do starostwa tolkmickiego. Ze względu na bliskość kościoła protestanckiego w Neu Münsterberg (Nowe Monasterzysko) mieszkańcy wsi stali się ewangelikami, pomimo iż całe starostwo tolkmickie było silnie katolickie.
Wieś królewska położona była w II połowie XVI wieku w województwie malborskim. 
W kontroli w 1742 roku wykazano, że Majewo posiadało dalej 60 włók ziemi (1020 ha), z czego 7 należało do sołtysa, 11 z nich pozostawionych było ugorem, 14 było objętych pańszczyzną, a 28 podlegało podatkom.

### XIX wiek
Początkowo ziemia była uprawiana wspólnotą rolników – uprawiana pod kierownictwem sołtysa. Bydło i trzoda były również wspólnie wypasane przez wiejskich pasterzy. W roku 1861 w Majewie dokonano podziału ziemi uprawnej. Co dotychczas było uprawiane wspólnie, zostało zmierzone i przydzielone każdemu rolnikowi indywidualnie. Ta zmiana okazała się bardzo korzystna, gdyż ziemia była lepiej wygospodarowana. Mieszkańcy Majewa byli bardzo przywiązani do tradycji. Przechowywali meble, narzędzia, skrzynie i ubrania, które należały kiedyś do ich przodków.
W 1874 roku w wyniku reformy zlikwidowano urząd sołtysa, a na przewodniczącego gminy Majewo wybrany został Michael Binding. Cesarz niemiecki Wilhelm II dwukrotnie przebywał w pobliżu wsi — pierwszy raz 10 września 1894 roku w trakcie manewrów wojskowych, a drugi 21 czerwca 1899 roku, kiedy cesarz podróżował do Kadyn.

### XX wiek
W 1906 roku wybuchł pożar, w którym spłonęło 9 gospodarstw. W latach 1907–1909 wybudowano szosę z Majewa do Milejewa. W roku 1912 epidemia dyfterytu spowodowała ogromną śmiertelność wśród dzieci. W 1921 młodzi mężczyźni, pod przewodnictwem nauczyciela Paula Smaka, założyli Klub Sportowy Majewo. Klub działał w latach 1921–1933. W 1934 powstała Ochotnicza Straż Pożarna.
W dniach 26-27 stycznia 1945 roku oddziały Armii Czerwonej z północnego zachodu zaczęły docierać do wsi. Rozstrzelano 12 osób z Majewa. Zostały one pochowane na południe od wsi w lesie. Pozostała ludność niemiecka została wysiedlona z Majewa pod koniec 1946 roku.
W latach 1975–1998 miejscowość administracyjnie należała do województwa elbląskiego.

## Gospodarka
We wsi dominują działalności z zakresu przetwórstwa przemysłowego, budownictwa,  gastronomii.

## Demografia

### Ludność
- 1885 – 704 mieszkańców
- 1925 – 671 mieszkańców
- 1998 – 248 mieszkańców
- 2011 – 218 mieszkańców

### Struktura płci
Kobiety: 50,9%
Mężczyźni: 49,1%

### Struktura wiekowa
- Przedprodukcyjny: 18,8%
- Produkcyjny: 69,7%
- Poprodukcyjny: 11,5%

## Transport
Transport publiczny jest obsługiwany przez komunikację miejską Elbląga (linia 20).